# Domäne Memsen

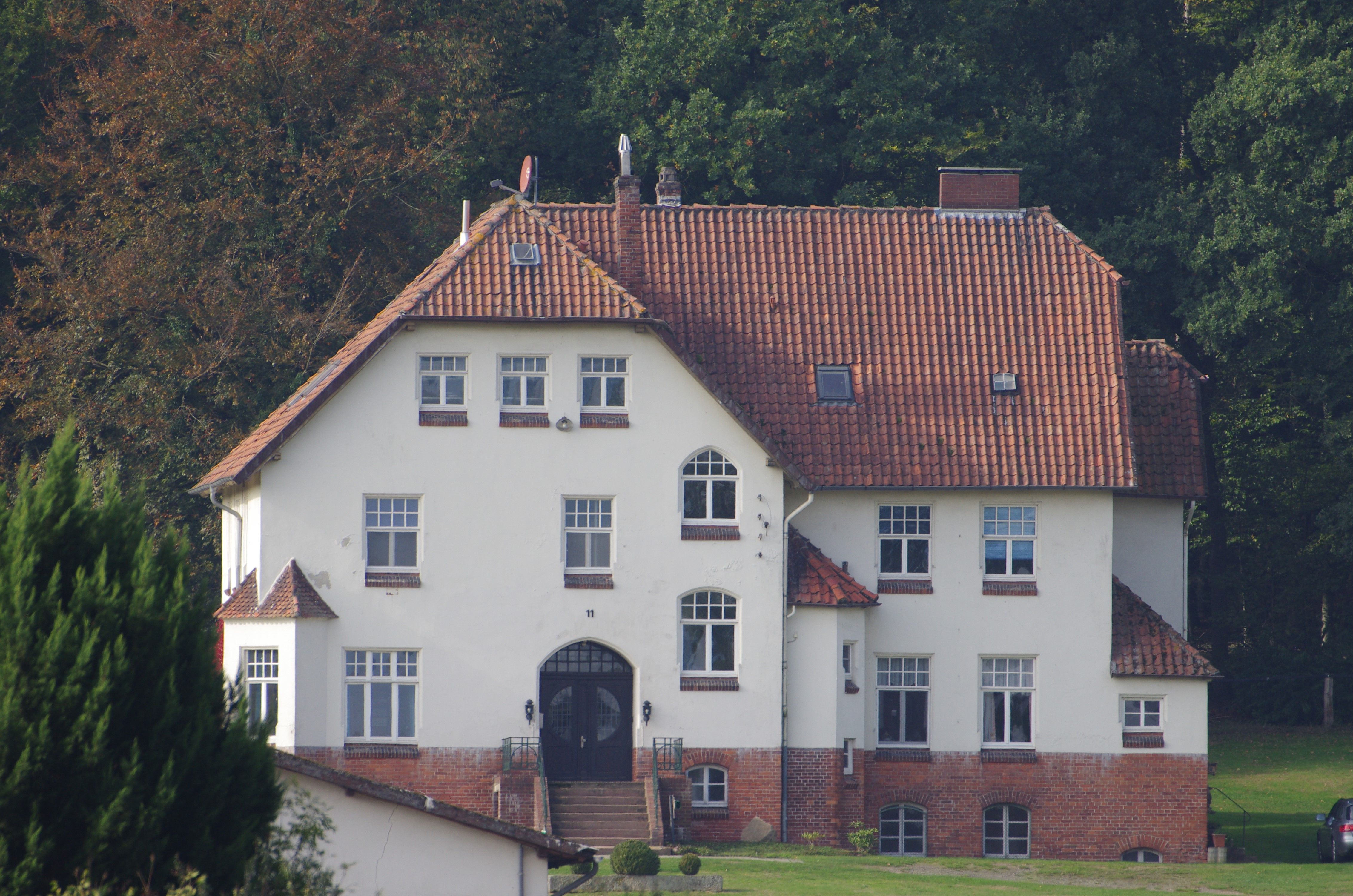
Nr. 17: Pächterwohnhaus

Die Domäne Memsen mit dem Vorwerk und Gestüt im südwestlichen Teil der Gemeinde Hoyerhagen, Memsen 13, in der niedersächsischen Samtgemeinde Grafschaft Hoya stammt mit den ältesten Teilen aus dem 17. Jahrhundert.
Die Gebäude des Vorwerks stehen unter Denkmalschutz (siehe auch Liste der Baudenkmale in Hoyerhagen).

## Geschichte
Die Domäne Memsen wurde erstmals 987 urkundlich erwähnt. Sie war Eigentum des Kollegiatstifts Bücken. Später war es ein Vorwerk der Grafen von Hoya. Bis 1582 war es ein Gestüt für Arbeitspferde. Nach Aussterben der Hoyaer Grafen übernahmen das Herzogtum Braunschweig-Lüneburg das Gut.

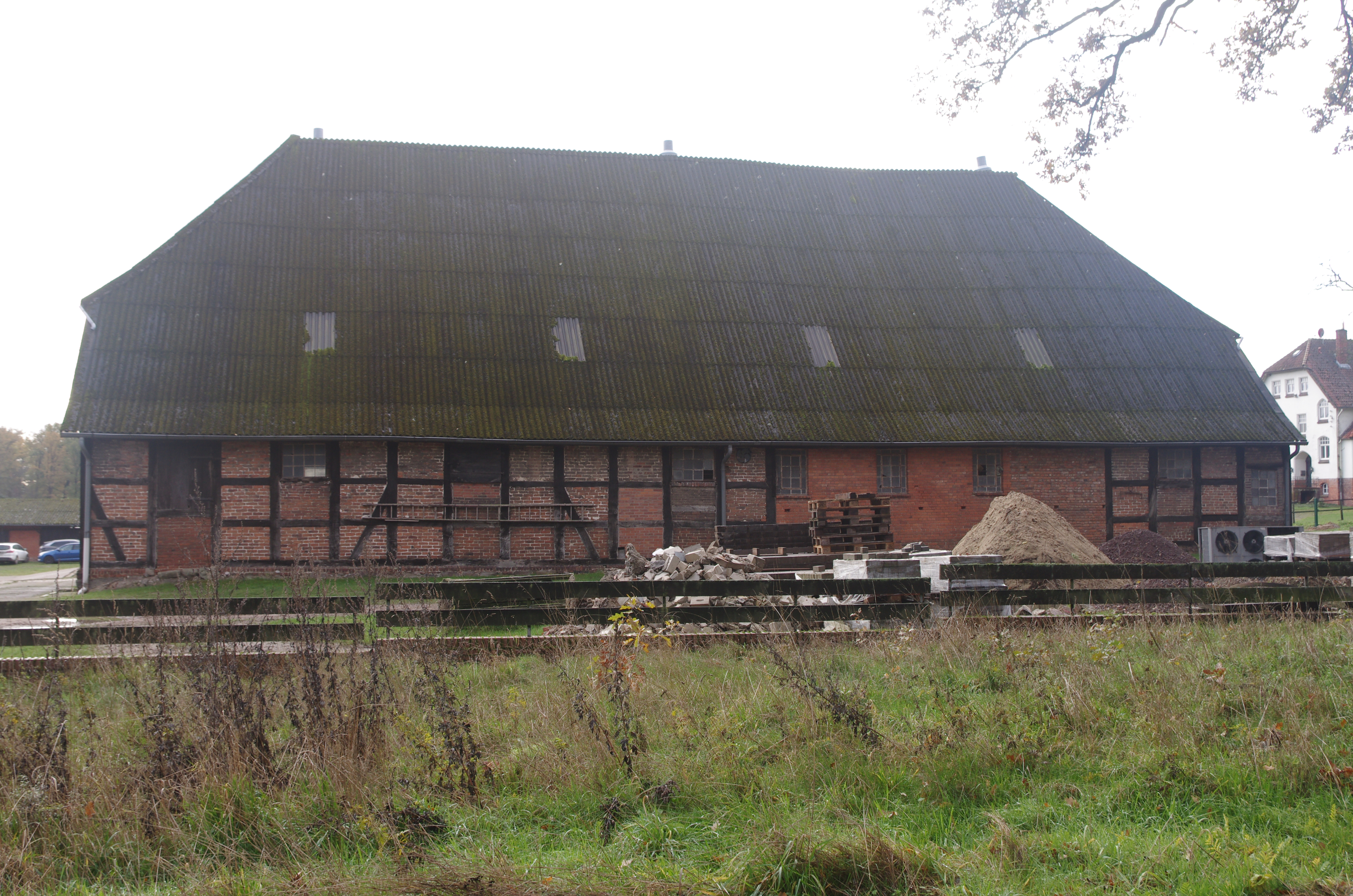
Nr. 11: Alter Pferdestall

Ein heute erhaltener Stall stammt von 1653. Die nun königliche Staatsdomäne züchtete im 18. und 19. Jahrhundert Weißgeborene Schimmel, die nach der Geburt keinen Farbwechsel durchlaufen. Diese Pferde wurden als Zug- und Reitpferde für die Könige von Großbritannien aus dem Haus Hannover und für das Kurfürstentum Hannover genutzt. Auf dem königlichen Gestüt wurden von 1653 bis 1838 weiße Paradepferde gezüchtet. Seit 1361 ist ein weißes Pferd im Welfenwappen. Von 254 lebensfähigen Fohlen, die in Memsen geboren wurden, waren nur 84 reinweiß. Nach dem Ende der Personalunion der Könige von Großbritannien und Hannover (1837) wurde das Gestüt geschlossen. Die letzten Weißgeborenen Herrenhäuser vom Gestüt gingen Anfang des 20. Jahrhunderts in die Zucht der kaiserlich-königlichen preußischen Monarchie.
Die Domäne gehört heute dem Land Niedersachsen und ist seit 1949 an die Wirtschaftsgenossenschaft Deutscher Tierärzte (WDT) verpachtet. Die WDT nutzt die Domäne als Serumwerk mit 185,4 Hektar großem landwirtschaftlichen Betrieb und mit etwa 90 Pferden. Hier befindet sich auch eine Revierförsterei der Niedersächsischen Landesforsten.

## Gebäude
Die zumeist eingeschossige Hofanlage in Memsen besteht aus:
- Nr. 11, dem Pferdestall als Zweiständer-Hallenhaus von 1653 in Fachwerk mit Steinausfachungen und Krüppelwalmdach,
- Nr. 9, der Haferscheune in Fachwerk mit Steinausfachungen, seitlicher Längsdurchfahrt und mit Krüppelwalmdach,
- Nr. 6, der Haferscheune in Fachwerk mit Steinausfachungen und mit Krüppelwalmdach,
- Nr. 17, dem zweigeschossigen verputzten villenartigem Pächterwohnhaus aus dem 20. Jahrhundert in L-Form mit Erkern und Krüppelwalmdach,
- Nr. 4, dem Viehstall in Fachwerk mit Steinausfachungen und mit Krüppelwalmdach,
- Nr. 1a, dem Vorwerksgebäude,
- Nr. 3, dem langen Pferdestall in Fachwerk mit Steinausfachungen, dem Giebel mit abgetreppter Verbohlung im oberen Dreieck und mittlerem Tor sowie Krüppelwalmdach mit den niedersächsischen Pferdeköpfen
- und weiteren sieben nicht denkmalgeschützten Nebengebäuden.[4]

Das Niedersächsische Landesamt für Denkmalpflege befand: „… geschichtliche  Bedeutung … als ehemals königliches Gestüt, in dem im 17. bis 19. Jahrhundert das 'Memser Weiße', eine Pferderasse für höfische Zwecke, gezüchtet wurde … .“

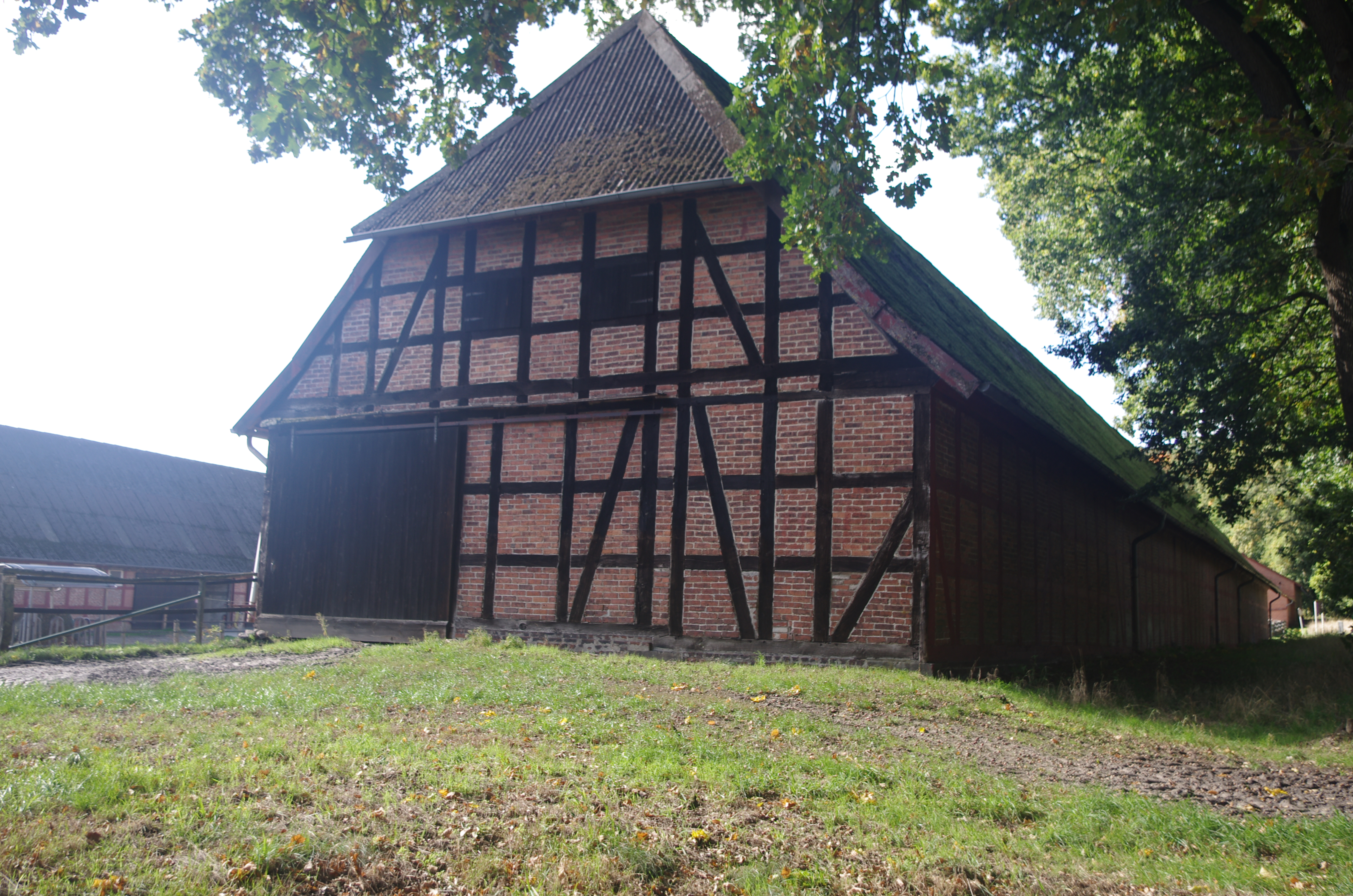
Nr. 9: Haferscheune
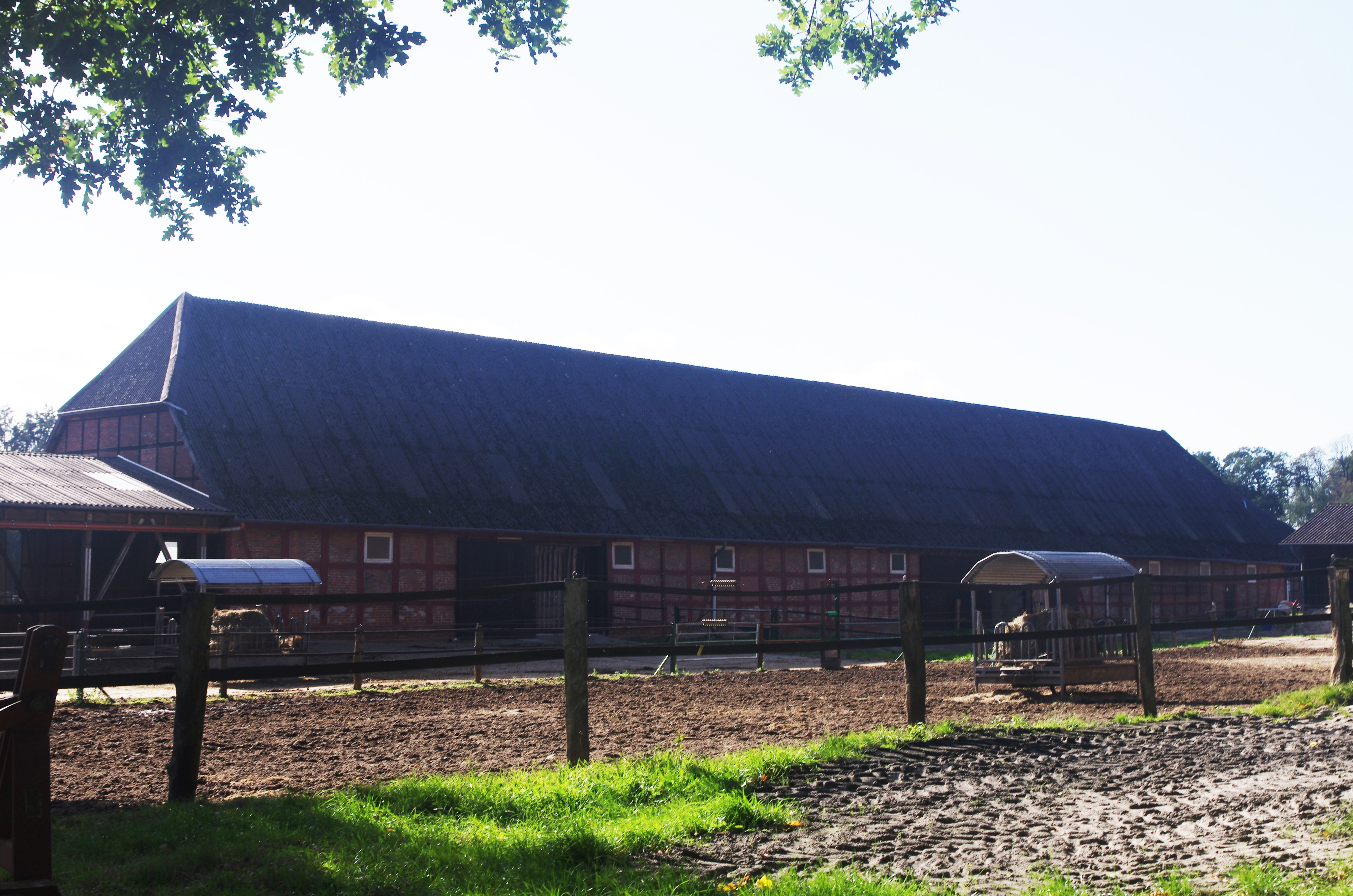
Nr. 6: Haferscheune
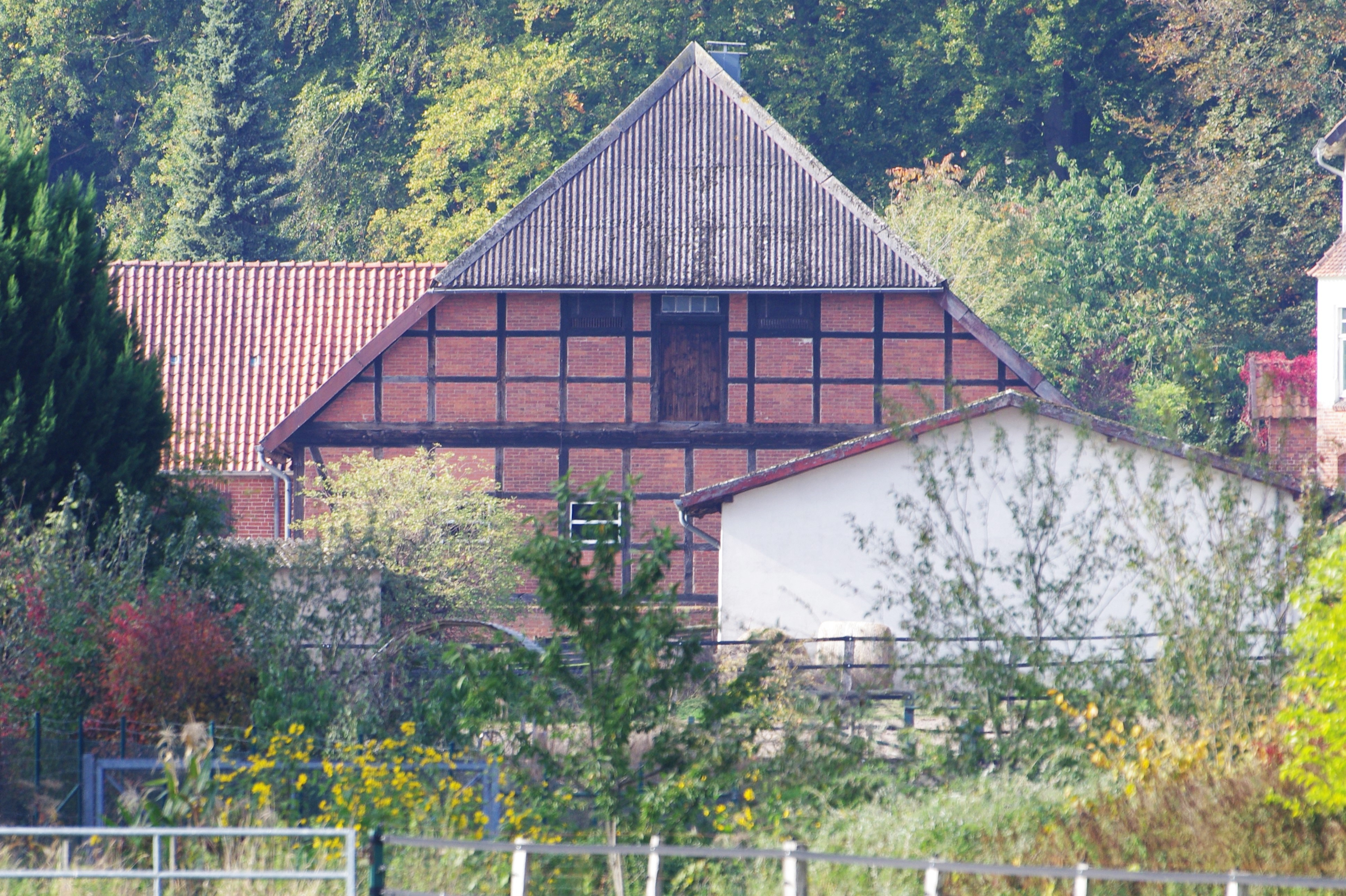
Nr. 4: Viehstall
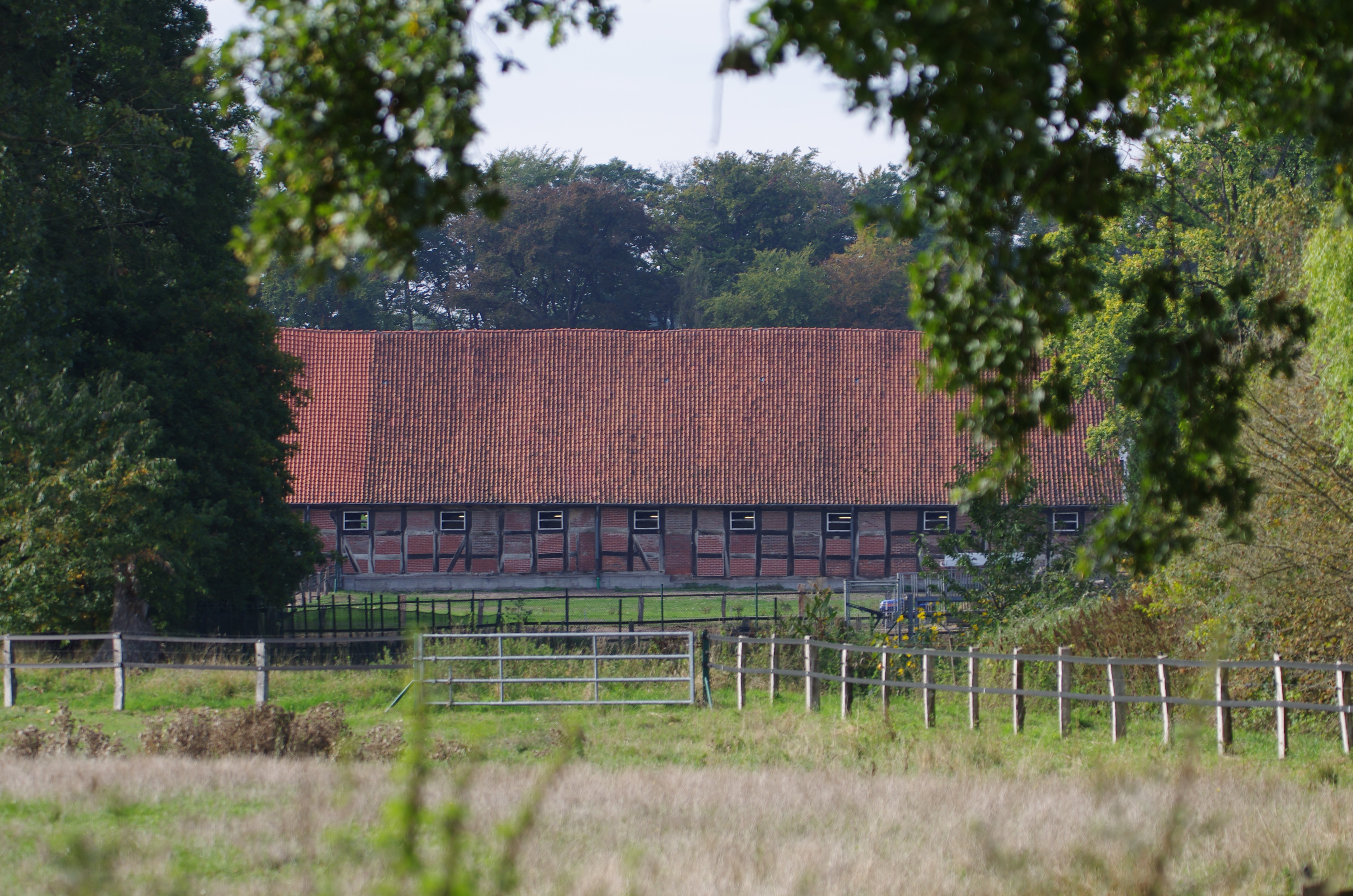
Nr. 3: Pferdestall